# Portatrici carniche

Portatrici carniche

Le portatrici carniche furono quelle donne che nel corso della prima guerra mondiale operarono, lungo il fronte della Carnia, trasportando con le loro gerle rifornimenti e munizioni fino alle prime linee italiane, dove combattevano i reparti alpini.

## Caratteristiche
Dotate di un apposito bracciale rosso con stampato il numero del reparto dal quale dipendevano, percorrevano anche più di 1000 metri di dislivello portando sulle spalle gerle di 30-40 kg. Ogni viaggio veniva loro pagato una lira e cinquanta centesimi, pari a 3,50 euro. La loro età variava dai 15 ai 60 anni.
Tre di loro rimasero ferite: Maria Muser Olivotto, Maria Silverio Matiz (entrambe di Timau) e Rosalia Primus da Cleulis. Una di loro, Maria Plozner Mentil, cadde colpita da un cecchino il 15 febbraio 1916.
Come alcuni cognomi suggeriscono non tutte le portatrici erano di cultura friulana, essendo alcune provenienti da paesi friulani di minoranza tedescofona (Sappada, Timau) e slovena (Resia).
L'ultima portatrice carnica vivente è stata Gallizia Angela fu Silvestro, nata a Bevorchians (Moggio Udinese) il 13 settembre 1903, che operò sui monti della Vall'Aupa, fra il monte Cullar e la Crete dal Cronz; è morta a Bergamo il 23 novembre 2005 all'età di 102 anni.    

### Portatrici: numero per comune
- Arta Terme: 84
- Cercivento: 65
- Chiusaforte: 32
- Comeglians: 46
- Dogna: 1
- Enemonzo: 5
- Forni Avoltri: 77
- Forni di Sotto: 3
- Lauco: 1
- Ligosullo: 28
- Moggio Udinese: 82
- Ovaro: 97
- Paluzza: 223
- Paularo: 229
- Pontebba: 50
- Prato Carnico: 57
- Ravascletto: 60
- Raveo: 1
- Resia: 5
- Rigolato: 153
- Sappada: 19
- Sutrio: 43
- Trasaghis: 1
- Tolmezzo: 24
- Treppo Carnico: 64
- Venzone: 2
- Zuglio: 2

Totale: 1454

## Onorificenze
- Maria Plozner Mentil, fu colpita a morte da un cecchino austriaco il 15 febbraio 1916 a Malpasso di Pramosio, sopra Timau, il suo paese. Alla sua memoria il Presidente della Repubblica Oscar Luigi Scalfaro conferì nel 1997 la medaglia d'oro al valor militare.
- Nel 1997 a Timau, Oscar Luigi Scalfaro, ha consegnato alle reduci, oramai novantenni, la Croce di Cavaliere.[1]

(Oscar Luigi Scalfaro, Presidente della repubblica)

## Riconoscimenti
- A Timau, monumento a Maria Plozner Mentil  alle Portatrici
- A Sabaudia, in provincia di Latina, è stato eretto un monumento intitolato a Maria Plozner adiacente alla stazione degli autobus cittadina, realizzato per iniziativa di alcuni cittadini di origine friulana, la cui comunità è numerosa nell'Agro Pontino.